# Список наград и номинаций фильма «Железный человек» (2008)
«Желе́зный челове́к» (англ. Iron Man) — американский полнометражный супергеройский фильм 2008 года, созданный студией Marvel Studios и распространяемый кинокомпанией Paramount Pictures. Является первым фильмом медиафраншизы «Кинематографическая вселенная Marvel» (КВМ). Режиссёром выступил Джон Фавро, а сценаристами — Марк Фергус, Хоук Остби, Арт Маркам и Мэтт Холлоуэй. В фильме приняли участие актёры Роберт Дауни-младший, Терренс Ховард, Джефф Бриджес, Гвинет Пэлтроу, Лесли Бибб, Шон Тоуб, Фаран Таир, Кларк Грегг и другие. По сюжету, гениального изобретателя и миллиардера Тони Старка берут в плен террористы в Афганистане, заставляя конструировать для них ракеты. Однако Старк строит себе высокотехнологичный костюм, выбирается из плена и становится супергероем, известным как «Железный человек».
Премьера фильма «Железный человек» состоялась 14 апреля 2008 года в театре «Грейтер Юнион» в Австралии, а 2 мая он был выпущен в прокат в США. Бюджет картины составил 140 млн долларов США, при этом фильм собрал $ 585,8 млн, заняв 8-е место среди самых кассовых фильмов 2008 года. На сайте-агрегаторе рецензий Rotten Tomatoes фильм имеет рейтинг одобрения 94 % на основе 282 отзывов со средней оценкой 7,7/10. Сайт-агрегатор Metacritic присвоил ленте 79 баллов из 100 на основе 38 отзывов, что соответствует критерию «в целом положительные отзывы». Зрители, опрошенные CinemaScore, поставили фильму среднюю оценку «A» по шкале от «A+» до «F».
Фильм, его режиссёры и актёры были удостоены множества наград и номинаций. На 81-й церемонии вручения премии «Оскар» фильм номинировался в категориях «Лучший звуковой монтаж» и «Лучшие визуальные эффекты», однако не смог победить ни в одной из категорий. На 35-й церемонии вручения премии «Сатурн» фильм победил в трёх номинациях из восьми; Роберт Дауни-младший победил в категории «Лучшая мужская роль», а Джон Фавро получил награду в номинации «Лучшая режиссура». 
Фильм также номинировался в пяти номинациях Премии Общества специалистов по визуальным эффектам, и в итоге проиграл во всех. Картина также была выдвинута на премии BAFTA («Лучшие визуальные эффекты»), «Грэмми», «Империя» и другие, но в конечном счёте так и не получил эти награды. Кинокомикс также получил премию «Scream», одержав победу лишь в двух номинациях из четырнадцати. Кроме того, Американский институт киноискусства включил данный фильм в десятку лучших фильмов 2008 года, а журнал Empire внёс экранизацию в список 500 величайших фильмов всех времён. В 2022 году Библиотека Конгресса включила «Железного человека» в Национальный реестр фильмов США.

## Награды и номинации
| Награда                                             | Дата церемонии вручения | Категория                                                                                  | Получатель(-и)                                                                                | Результат | Источ.        |
| --------------------------------------------------- | ----------------------- | ------------------------------------------------------------------------------------------ | --------------------------------------------------------------------------------------------- | --------- | ------------- |
| Кинонаграда MTV                                     | 1 июня 2008             | «Лучший летний фильм на сегодняшний день»                                                  | «Железный человек»                                                                            | Победа    | [ 24 ]        |
| Teen Choice Awards                                  | 4 августа 2008          | «Выбор фильма — Экшн»                                                                      | «Железный человек»                                                                            | Номинация | [ 25 ]        |
| Teen Choice Awards                                  | 4 августа 2008          | «Выбор киноактёра — Экшн»                                                                  | Роберт Дауни-младший                                                                          | Номинация | [ 25 ]        |
| Teen Choice Awards                                  | 4 августа 2008          | «Выбор киноактрисы — Экшн»                                                                 | Гвинет Пэлтроу                                                                                | Номинация | [ 25 ]        |
| Teen Choice Awards                                  | 4 августа 2008          | «Выбор кинозлодея»                                                                         | Джефф Бриджес                                                                                 | Номинация | [ 25 ]        |
| «Scream»                                            | 18 октября 2008         | «Главный Scream»                                                                           | «Железный человек»                                                                            | Номинация | [ 26 ]        |
| «Scream»                                            | 18 октября 2008         | «Лучший научно-фантастический фильм»                                                       | «Железный человек»                                                                            | Победа    | [ 26 ]        |
| «Scream»                                            | 18 октября 2008         | «Лучший F/X»                                                                               | «Железный человек»                                                                            | Номинация | [ 26 ]        |
| «Scream»                                            | 18 октября 2008         | «Лучший фильм по комиксам»                                                                 | «Железный человек»                                                                            | Номинация | [ 26 ]        |
| «Scream»                                            | 18 октября 2008         | «Лучшая мужская роль в научно-фантастическом фильме»                                       | Роберт Дауни-младший                                                                          | Победа    | [ 26 ]        |
| «Scream»                                            | 18 октября 2008         | «Лучший супергерой»                                                                        | Роберт Дауни-младший                                                                          | Номинация | [ 26 ]        |
| «Scream»                                            | 18 октября 2008         | «Лучшая женская роль в научно-фантастическом фильме»                                       | Гвинет Пэлтроу                                                                                | Номинация | [ 26 ]        |
| «Scream»                                            | 18 октября 2008         | «Лучшая мужская роль второго плана»                                                        | Терренс Ховард                                                                                | Номинация | [ 26 ]        |
| «Scream»                                            | 18 октября 2008         | «Лучший злодей»                                                                            | Джефф Бриджес                                                                                 | Номинация | [ 26 ]        |
| «Scream»                                            | 18 октября 2008         | «Лучшая режиссура»                                                                         | Джон Фавро                                                                                    | Номинация | [ 26 ]        |
| «Scream»                                            | 18 октября 2008         | «Лучший проект в жанре «Scream»                                                            | Марк Фергус, Хоук Остби, Арт Маркам и Мэтт Холлоуэй                                           | Номинация | [ 26 ]        |
| «Scream»                                            | 18 октября 2008         | «Лучшая реплика»                                                                           | «Я — Железный человек»                                                                        | Номинация | [ 26 ]        |
| «Scream»                                            | 18 октября 2008         | «Сцена года типа «The Holy Sh!t»                                                           | Первый полёт Железного человека                                                               | Номинация | [ 26 ]        |
| «Scream»                                            | 18 октября 2008         | «Сцена года типа «The Holy Sh!t»                                                           | Побег от «Десяти колец»                                                                       | Номинация | [ 26 ]        |
| Премия «USC Scripter»                               | 2008                    | 21-я ежегодная премия «Сценарист», присуждаемая библиотеками Университета Южной Калифорнии | Марк Фергус, Хоук Остби, Арт Маркам и Мэтт Холлоуэй                                           | Номинация | [ 27 ]        |
| People’s Choice Awards                              | 7 января 2009           | «Любимый фильм»                                                                            | «Железный человек»                                                                            | Номинация | [ 28 ]        |
| People’s Choice Awards                              | 7 января 2009           | «Актёр боевика года»                                                                       | Роберт Дауни-младший                                                                          | Номинация | [ 28 ]        |
| People’s Choice Awards                              | 7 января 2009           | «Мужчина-кинозвезда года»                                                                  | Роберт Дауни-младший                                                                          | Номинация | [ 28 ]        |
| People’s Choice Awards                              | 7 января 2009           | «Любимый супергерой»                                                                       | Роберт Дауни-младший в роли Тони Старка / Железного человека                                  | Номинация | [ 28 ]        |
| Премия Гильдии киноактёров США                      | 25 января 2009          | «Лучший каскадёрский ансамбль в игровом кино»                                              | —                                                                                             | Номинация | [ 29 ]        |
| BAFTA                                               | 8 февраля 2009          | «Лучшие визуальные эффекты»                                                                | Шейн Мэхэн, Джон Нельсон и Бен Сноу                                                           | Номинация | [ 30 ]        |
| «Грэмми»                                            | 8 февраля 2009          | «Лучший альбом саундтреков к фильмам, телефильмам и другим визуальным медиа»               | Рамин Джавади                                                                                 | Номинация | [ 31 ]        |
| Премия Общества специалистов по визуальным эффектам | 10 февраля 2009         | «Лучшие визуальные эффекты в полнометражном фильме»                                        | Бен Сноу, Хэл Хикел, Виктория Алонсо и Джон Нельсон                                           | Номинация | [ 32 ]        |
| Премия Общества специалистов по визуальным эффектам | 10 февраля 2009         | «Лучший одиночный визуальный эффект года»                                                  | Бен Сноу, Уэйн Биллхаймер, Виктория Алонсо и Джон Нельсон                                     | Номинация | [ 32 ]        |
| Премия Общества специалистов по визуальным эффектам | 10 февраля 2009         | «Лучший анимационный персонаж в фильме c живым исполнением»                                | Хэл Хикел, Брюс Холкомб, Джеймс Тули и Джон Уокер                                             | Номинация | [ 32 ]        |
| Премия Общества специалистов по визуальным эффектам | 10 февраля 2009         | «Выдающиеся модели и миниатюры в художественном фильме»                                    | Аарон Макбрайд, Рассел Пол, Джеральд Гутшмидт и Кенджи Ямагучи (за «Механизированный костюм») | Номинация | [ 32 ]        |
| Премия Общества специалистов по визуальным эффектам | 10 февраля 2009         | «Выдающийся композитинг в полнометражном фильме»                                           | Джонатан Ротбарт, Дав Раух, Кайл Маккаллох и Кент Секи за «HUD-композитинг»                   | Номинация | [ 32 ]        |
| «Оскар»                                             | 22 февраля 2009         | «Лучший звуковой монтаж»                                                                   | Фрэнк Э. Эйлнер и Кристофер Бойес                                                             | Номинация | [ 33 ]        |
| «Оскар»                                             | 22 февраля 2009         | «Лучшие визуальные эффекты»                                                                | Джон Нельсон, Бен Сноу, Дэн Судик и Шейн Мэхэн                                                | Номинация | [ 33 ]        |
| Nickelodeon Kids’ Choice Awards                     | 28 марта 2009           | «Любимый фильм»                                                                            | «Железный человек»                                                                            | Номинация | [ 34 ]        |
| «Империя»                                           | 29 марта 2009           | «Лучший фильм»                                                                             | «Железный человек»                                                                            | Номинация | [ 35 ]        |
| «Империя»                                           | 29 марта 2009           | «Лучший научно-фантастический/фэнтезийный фильм»                                           | «Железный человек»                                                                            | Номинация | [ 36 ]        |
| «Империя»                                           | 29 марта 2009           | «Лучшая мужская роль»                                                                      | Роберт Дауни-младший                                                                          | Номинация | [ 37 ]        |
| MTV Movie & TV Awards                               | 31 мая 2009             | «Лучший фильм»                                                                             | «Железный человек»                                                                            | Номинация | [ 38 ]        |
| MTV Movie & TV Awards                               | 31 мая 2009             | «Лучшая мужская роль»                                                                      | Роберт Дауни-младший                                                                          | Номинация | [ 38 ]        |
| «Сатурн»                                            | 25 июня 2009            | «Лучший научно-фантастический фильм»                                                       | «Железный человек»                                                                            | Победа    | [ 39 ] [ 40 ] |
| «Сатурн»                                            | 25 июня 2009            | «Лучшая мужская роль»                                                                      | Роберт Дауни-младший                                                                          | Победа    | [ 39 ] [ 40 ] |
| «Сатурн»                                            | 25 июня 2009            | «Лучшая женская роль»                                                                      | Гвинет Пэлтроу                                                                                | Номинация | [ 39 ] [ 40 ] |
| «Сатурн»                                            | 25 июня 2009            | «Лучшая мужская роль второго плана»                                                        | Джефф Бриджес                                                                                 | Номинация | [ 39 ] [ 40 ] |
| «Сатурн»                                            | 25 июня 2009            | «Лучшая режиссура»                                                                         | Джон Фавро                                                                                    | Победа    | [ 39 ] [ 40 ] |
| «Сатурн»                                            | 25 июня 2009            | «Лучший сценарий»                                                                          | Марк Фергус, Хоук Остби, Арт Маркам и Мэтт Холлоуэй                                           | Номинация | [ 39 ] [ 40 ] |
| «Сатурн»                                            | 25 июня 2009            | «Лучшая музыка»                                                                            | Рамин Джавади                                                                                 | Номинация | [ 39 ] [ 40 ] |
| «Сатурн»                                            | 25 июня 2009            | «Лучшие спецэффекты»                                                                       | «Железный человек»                                                                            | Номинация | [ 39 ] [ 40 ] |
| «Хьюго»                                             | 6—10 августа 2009       | «Лучшая постановка»                                                                        | «Железный человек»                                                                            | Номинация | [ 41 ]        |
| «Таурус»                                            | 2009                    | «Самый сильный удар»                                                                       | «Железный человек»                                                                            | Победа    | [ 42 ]        |
| «Таурус»                                            | 2009                    | «Лучший координатор каскадёров и/или режиссёр второго блока»                               | Томас Р. Харпер, Фил Нилсон и Кит Вулард                                                      | Номинация | [ 42 ]        |
| «Таурус»                                            | 2009                    | «Лучший трюк с огнём»                                                                      | Майк Джастус, Дэмиен Морено и Тимоти П. Трелла                                                | Победа    | [ 42 ]        |